# Budynek przy pl. Orła Białego 10 w Szczecinie
Budynek przy pl. Orła Białego 10 – modernistyczny żelbetowy budynek handlowo-usługowy zlokalizowany na narożniku placu Orła Białego i ulicy Koński Kierat na obszarze szczecińskiego Starego Miasta, w dzielnicy Śródmieście. Jest to jedyny zachowany budynek z przedwojennej pierzei wschodniej placu Orła Białego.

## Historia
Secesyjny gmach przy ówczesnym Roßmarkt 16-19 wzniesiono w latach 1910–1912 dla Rudolfa Scholza z przeznaczeniem na siedzibę domu towarowego Eisenwarenhandlung Trompetter & Geck. Prace budowlane wykonało szczecińskie przedsiębiorstwo Comet. Szkielet gmachu zbudowano z żelbetu.
W czasie bombardowań Szczecina w latach 40. XX wieku budynek spłonął, ale jego żelbetowy szkielet i detale elewacji przetrwały wojnę. Do odbudowy przystąpiono dopiero na początku lat 60. XX wieku. W trakcie remontu skuto szczyty wieńczące budynek i położono płaski dach, usunięto cały secesyjny detal elewacji, powiększono i zunifikowano okna. W miejscu zniszczonych kamienic przylegających do budynku od strony Końskiego Kieratu wzniesiono parterowy pawilon. Po remoncie w gmachu umieszczono Motozbyt (później Polmozbyt), a w pawilonie warsztaty samochodowe.
W 2010 r. w miejscu salonu samochodowego na parterze otwarto dwie restauracje. Część pawilonu od strony ulicy Koński Kierat zachowała swoją pierwotną funkcję i mieści warsztaty samochodowe marki Peugeot.

## Opis
Pierwotnie budynek był obiektem pięciokondygnacyjnym. Parter budynku ozdobiony był boniowaniem. 
Od strony placu Orła Białego elewacja wyższych pięter charakteryzowała się podziałem wertykalnym; poszczególne osie oddzielono półkolumnami z kapitelami korynckimi. Do drugiej i trzeciej osi gmachu na wysokości dwóch pierwszych pięter przylegały wykusze. Na parterze i pierwszym piętrze (poza wykuszami) wstawiono duże prostokątne okna, natomiast na wyższych piętrach w miejscu każdego z nich umieszczono trzy mniejsze, podzielone słupkami. Przestrzeń między oknami drugiego a trzeciego piętra wypełniono płycinami. Ponad wykuszami na trzecim piętrze znajdowały się okna zamknięte łukami. Fasadę wieńczył gzyms koronujący, ponad którym w drugiej i trzeciej osi wymurowano szczyty z okienkami doświetlającymi poddasze pokryte mansardowym dachem. Dodatkowo między tymiż szczytami znajdowała się niewielka lukarna.  
Od strony ulicy Koński Kierat fasada składała się z dwóch segmentów. Do segmentu prawego przylegał na wysokości pierwszego i drugiego piętra przeszklony ryzalit. Wyżej fasada była czteroosiowa. Lewy segment elewacji był dwuosiowy i prawdopodobnie mieścił klatkę schodową. Ostatnią kondygnację w dachu mansardowym doświetlała lukarna analogiczna do tej umieszczonej między szczytami fasady frontowej. 